# Tinodes cortensis
Tinodes cortensis är en nattsländeart som beskrevs av Martin E. Mosely 1930. Tinodes cortensis ingår i släktet Tinodes och familjen tunnelnattsländor. Inga underarter finns listade i Catalogue of Life.